# Digão
Rodrigo Ifrano dos Santos Leite (Brasilia, 14 oktober 1985) – alias Digão – is een Braziliaans voormalig profvoetballer. Hij is de jongere broer van gewezen wereldvedette Kaká. Hij speelde meestal als centrale verdediger.
Digão begon net als Kaká zijn loopbaan bij São Paulo FC. In 2005 volgde hij zijn broer naar AC Milan. Hij werd vervolgens twee seizoenen lang uitgeleend aan Rimini Calcio. Na zijn uitleenbeurt werd hij opgenomen in de selectie van Milan, met als rugnummer 31. Op 1 maart 2008 maakte Digão zijn debuut voor Milan tegen Lazio. Om meer speelminuten op te doen werd hij in seizoen 2008-2009 verhuurd aan Standard Luik. Wegens een zware blessure maakte hij echter maar één keer zijn opwachting bij de Luikse club. Ook in de daaropvolgende seizoenen werd hij telkens uitgeleend. In 2009 aan US Lecce, een jaar later aan FC Crotone. Bij beide clubs kwam hij niet veel in actie. 
In het seizoen 2010-2011 werd hij verhuurd aan het Portugese FC Penafiel. Na deze uitleenbeurt verliet hij AC Milan definitief. Op september 2012 tekende hij een contract bij New York Red Bulls.